# Mietshaus Hermann Ebert
Das Mietshaus Hermann Ebert, welches das Architektenbüro Schilling & Graebner in der Villenkolonie Altfriedstein errichten ließ, liegt in der Moritzburger Straße 45 im Stadtteil Niederlößnitz der sächsischen Stadt Radebeul, auf einem Eckgrundstück zum nördlichen Teil des Prof.-Wilhelm-Rings. Es wurde für den Dresden-Striesener Bauunternehmer Hermann Ebert errichtet.

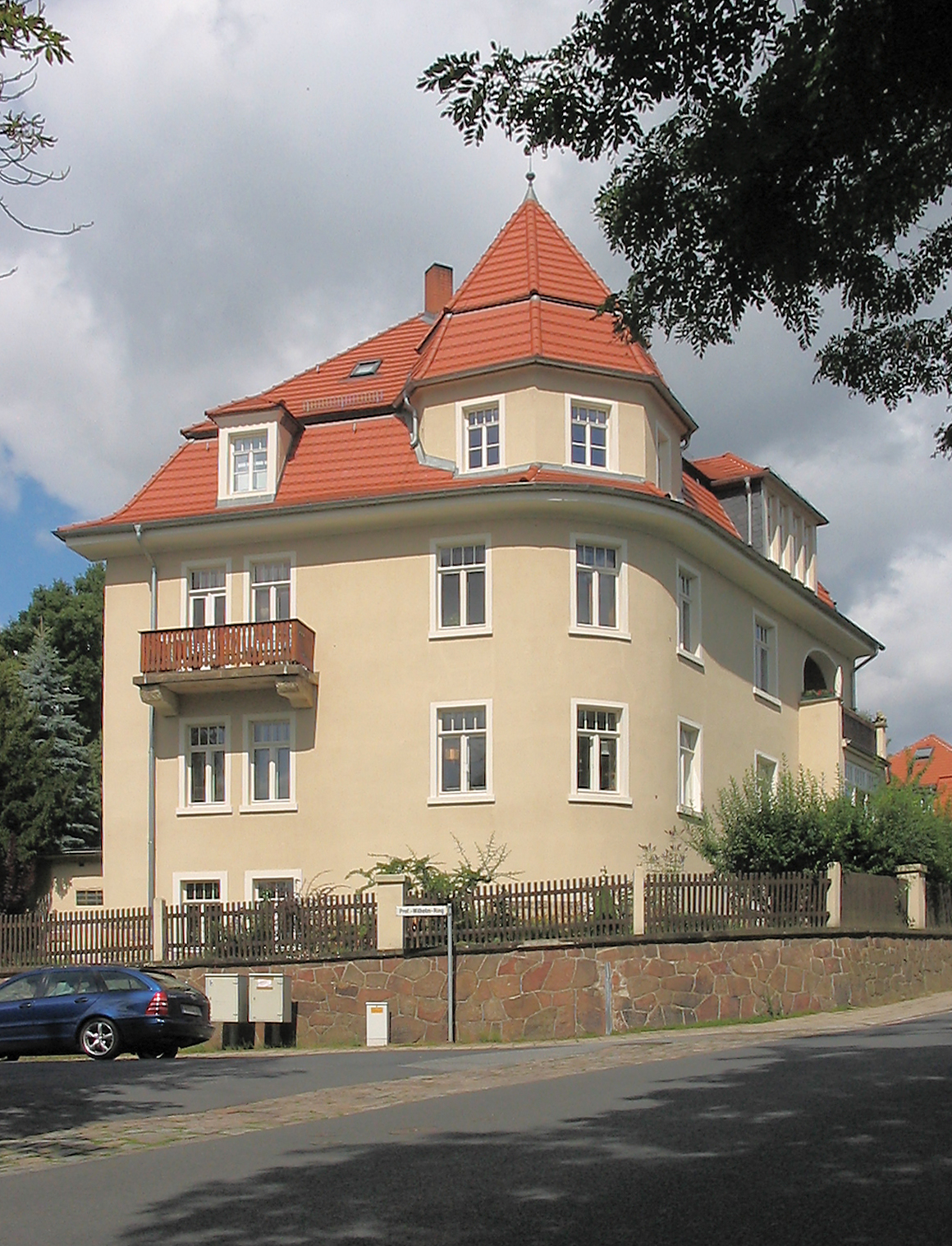
Mietshaus Hermann Ebert, Moritzburger Straße 45

## Beschreibung
Das mitsamt Stützmauer und Einfriedung unter Denkmalschutz stehende Mietshaus ist ein freistehendes, zweigeschossiges Eckhaus auf einem Souterraingeschoss in Hanglage und mit einem ausgebauten Mansarddach.
Die Gebäudeecke zur Straßeneinmündung im Südosten ist gebogen, im Dach darüber steht ein eingeschossiger, gedrungener Eckturm mit einem achteckigen, gebrochenen Helm. In der Straßenansicht nach Osten steht eine Loggia, in der Mansarde darüber befindet sich eine breite Walmgaube. In der Straßenansicht nach Süden findet sich ein von massiven Konsolen gestützter Balkon.
Die Fenster in dem ungegliederten und schlichten Putzbau werden durch Gewände aus Sandstein eingefasst.

## Geschichte

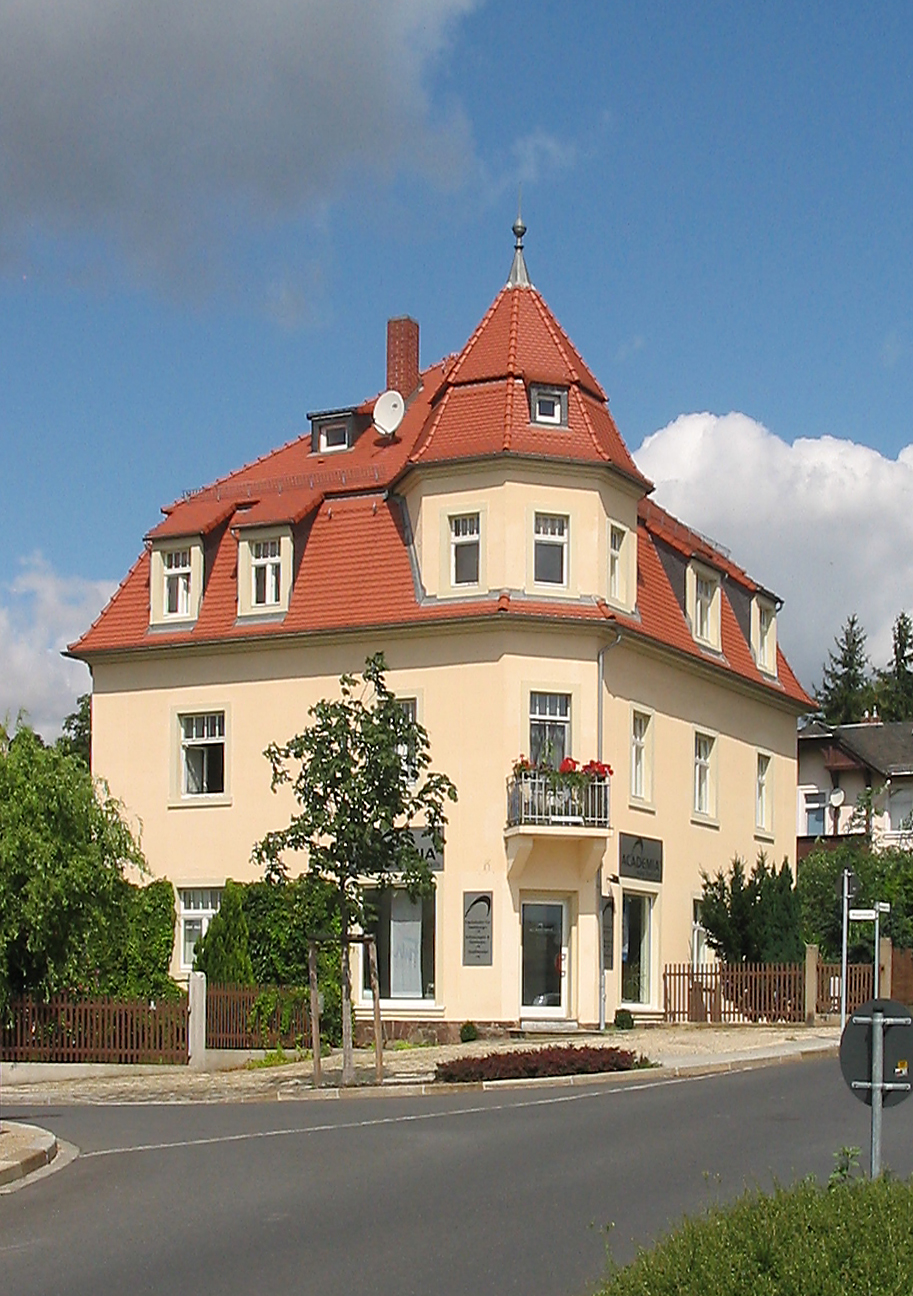
Wohn- und Geschäftshaus Moritzburger Straße 33

Das auf der nördlichen Seite des Prof.-Wilhelm-Ring an der Einmündung von Prof.-Wilhelm-Ring und Lindenaustraße in die Moritzburger Straße gelegene Eckgrundstück wurde 1903 mit einem Mietshaus bebaut. Der aus Dresden-Striesen stammende Hermann Ebert, Inhaber eines Baugewerkeunternehmens, stellte den Bauantrag, welcher jedoch durch die Architekten Schilling & Graebner als Bauherrschaft unterschrieben war. Die Pläne sind von Heino Otto signiert. Die Bauausführung lag jedoch beim Baumeister Felix Sommer der Baugesellschaft Adolf Neumanns.
Im Jahre 1919 wurde das Haus von Agathe Antonie Ottilie Stolte, geb. Rose, gekauft. Sie war die Ehefrau des Verlagsbuchhändlers Dr. Paul Stolte.
Etwa zehn Jahre später entwarf Felix Sommer ein fast gleich aussehendes Wohn- und Geschäftshaus, das er 1914/1915 eine Straßenkreuzung südlicher in der Moritzburger Straße 33 errichtete.